# Druckverlustbeiwert
Der Druckverlustbeiwert, Druckverlustkoeffizient oder auch Widerstandsbeiwert (übliches Formelzeichen {\displaystyle \zeta } (Zeta)) ist in der Strömungslehre ein dimensionsloses Maß für den Druckverlust in einem durchströmten Bauteil, wie einer Rohrleitung oder Armatur (siehe auch Strömungen in Rohrleitungen). Das heißt, der Druckverlustbeiwert sagt etwas darüber aus, welcher Druckunterschied zwischen Zu- und Abströmung vorliegen muss, um einen bestimmten Durchfluss durch das Bauteil aufrechtzuerhalten. Der Druckverlustbeiwert gilt immer für eine bestimmte geometrische Form und ist allgemein von der Reynolds-Zahl {\displaystyle {\mathit {Re}}} und gegebenenfalls von der Oberflächenrauhigkeit abhängig.
Der hier beschriebene Widerstandsbeiwert für durchströmte Bauteile entspricht dem Druckbeiwert zwischen Eingangs- und Ausgangsdruck und ist das Analogon des Widerstandsbeiwertes (auch Strömungswiderstandskoeffizient) für umströmte Körper.

## Definition
Der Druckverlustbeiwert {\displaystyle \zeta } ist folgendermaßen definiert:
{\displaystyle \zeta ={\frac {\Delta p}{{\frac {\rho }{2}}\cdot v^{2}}}}
Dabei ist {\displaystyle \Delta p} der Druckverlust in dem Teilstück (z. B. Ventil oder Bogenstück) und {\displaystyle v} die mittlere Geschwindigkeit in einem bestimmten Bezugsquerschnitt. Die Angabe des Beiwerts ist immer nur zusammen mit der Definition des Bezugsquerschnitts sinnvoll.
Der für Einzelkomponenten angegebene Widerstandsbeiwert bezieht sich in der Regel auf den Einbau der Komponente in einen Kanal oder ein Rohrstück und bezeichnet den zusätzlichen Druckverlust, der sich durch Einfügen der Komponente ergibt. Widerstandsbeiwerte hintereinandergeschalteter Komponenten können addiert werden, sofern sie sich auf den gleichen Bezugsquerschnitt beziehen.
Die Druckverlustberechnung von Einzelwiderständen kann mittels des Zeta-Wertes oder unter Verwendung des kv-Wertes oder aber mittels des Durchflussbeiwertes {\displaystyle \alpha } erfolgen. Diese drei Größen können ineinander umgerechnet werden. Hinweise dazu und spezielle Einzelwiderstandsbeiwerte {\displaystyle \zeta } für Rohrverzweigungen sowie Rohrvereinigungen, die auch zur Erstellung von Rechenprogrammen geeignet sind, finden sich in:.

## Hinweise

### Hintereinanderschaltung von Strömungswiderständen
Widerstandsbeiwerte von Strömungskomponenten können nur dann addiert werden, wenn keine gegenseitige Beeinflussung stattfindet. Dies ist in der Regel nur bei ausreichendem Abstand der Komponenten voneinander gewährleistet. Bei der direkten Koppelung mehrerer Elemente können sich die Widerstandsbeiwerte erheblich erhöhen (Beispiel: Wetterschutzgitter mit Schalldämpfer). In der Regel ist dann eine empirische Bestimmung des Widerstandsbeiwertes der Kombination notwendig.

### Widerstände von frei ausblasenden Komponenten
Widerstandsbeiwerte werden in der Regel im Einbau der Komponenten in Kanäle oder Leitungen bestimmt. Dies kann erheblichen Einfluss haben. Beispiel: Bei Schalldämpfern wirkt das freie Kanalstück als Stoßdiffusor und führt zu einem Druckrückgewinn. Der Widerstandsbeiwert wird hierdurch erheblich verringert. Bei frei ausblasenden Schalldämpfern fehlt der Druckrückgewinn, der Widerstandsbeiwert kann bis zum Doppelten des Katalogwertes ansteigen.

### Widerstände von frei angeströmten Komponenten
Bei der Angabe von Widerstandsbeiwerten frei angeströmter Komponenten (z. B. Wetterschutzgitter in Fassaden) kommt es häufig zu Missverständnissen. Die ruhende Umgebungsluft wird bei einer idealen Öffnung auf die mittlere Durchströmgeschwindigkeit beschleunigt. Dadurch sinkt der statische Druck in der Öffnung. Dies ist kein Druckverlust, da die kinetische Energie um den Betrag ansteigt, um den die Druckenergie sinkt. Die Energie der Fluidelemente bleibt dabei konstant, es kommt zu keinem Druckverlust (also Umwandlung von Druckenergie in Wärmeenergie), sondern eine theoretisch reversible Druckänderung.
Für einen ideal gerundeten Einlauf ({\displaystyle c_{v}=1} bzw. {\displaystyle \zeta _{E}=0}) berechnet sich diese Änderung des statischen Drucks zu
{\displaystyle \Delta p_{S}={\frac {\rho }{2}}\cdot v^{2}}
Der Totaldruck bzw. der Energiegehalt
{\displaystyle p_{t}={\frac {\rho }{2}}\cdot v^{2}+p_{s}}
bleibt entlang der Stromlinie (bei einem idealen verlustfreiem Einlauf) konstant. Die enthaltene kinetische Energie geht meist erst verloren, wenn der Luftstrahl am Ende des Systems ins Freie austritt. Dort tritt ein {\displaystyle \zeta _{A}=1} auf, bezogen auf die mittlere Geschwindigkeit im Austrittsquerschnitt. Deswegen benutzt man gerne Diffusoren, um die Geschwindigkeit im Austritt und damit diesen Verlust zu reduzieren.
Real sind bei aerodynamisch geschickt ausgebildeten Einläufen Werte von {\displaystyle \zeta _{E}=0{,}05} erreichbar, ein einfaches Loch bringt es auf etwa {\displaystyle \zeta _{E}=0{,}6} (jeweils bezogen auf den Querschnitt des anschließenden Rohrstücks).

### Druckverlustbeiwert und Durchflussbeiwertcv
Bei der Prüfung von Rauch- und Wärmeabzugsöffnungen und ähnlichen Luftdurchlässen ist die Angabe von Durchflussbeiwerten ({\displaystyle c_{v}}-Wert) üblich. Diese geben das Verhältnis von geometrischer zu aerodynamisch wirksamer Öffnungsfläche an. Da sich der {\displaystyle c_{v}}-Wert nicht für die Addition von Strömungskomponenten eignet, ist eine Umrechnung in einen Widerstandsbeiwert notwendig. Hierbei gelten folgende Umrechnungen:
a) Im Fall von geschlossenen Strömungen (Rohre, Kanäle u. ä. bzw. Netzwerk derselben)
{\displaystyle c_{v}={\sqrt {\frac {1}{1+\zeta }}}\quad \Leftrightarrow \quad \zeta ={\frac {1}{c_{v}^{2}}}-1}
Diese Umrechnung basiert auf der Definition, dass für eine ideales Strömungselement, welches keinen Druckverlust erzeugt, {\displaystyle c_{v}=1\rightarrow \zeta =0} gilt.
b) Im Fall von Ein-/Ausströmöffnungen
{\displaystyle c_{v}={\sqrt {\frac {1}{\zeta }}}\quad \Leftrightarrow \quad \zeta ={\frac {1}{c_{v}^{2}}}}
Diese Definition berücksichtigt, dass der Staudruck {\displaystyle q} (dynamischer Druck) der Strömung an der Ein- bzw. Ausströmöffnung verloren geht und dem System nicht mehr zur Verfügung steht. Bei einem idealen Ein-/Ausströmelement mit {\displaystyle c_{v}=1}  ergibt sich daher  {\displaystyle \zeta =1} bezogen auf den Ein-/Ausströmungsquerschnitt.

## Anwendung
Durch Kenntnis der Widerstandskoeffizienten aller Teilstücke kann der gesamte Druckabfall eines Rohrleitungssystems oder Kanalnetzes bestimmt werden. Dies ist wichtig für die Auslegung des Fördergeräts (z. B. Pumpe oder Ventilator).

## Bemerkungen
1. ↑  also auch bei maßstäblicher Vergrößerung/Verkleinerung des Bauteils
2. ↑  Bernd Glück: "Hydrodynamische und gasdynamische Rohrströmung, Druckverluste". Algorithmen für Druckverluste zum Programmieren
3. ↑  Eckehard Fiedler: Über die Druckverlustberechnung, insbesondere aus Simulationsergebnissen. In: Bauphysik. Band 31, 2009, S. 374–379, Gleichungen (10) und (11), doi:10.1002/bapi.200910048.